# Đài phun nước Bakhchisaray
Đài phun nước Bakhchisaray (tiếng Nga: Бахчисарайский фонтан) là một truyện thơ do A.S.Pushkin sáng tác trong khoảng 1821 - 1823.
Ngày 7 tháng 9 năm 1820, A.S.Pushkin cùng gia đình tướng Rayevsky thực hiện chuyến tham quan cung điện của Hãn Tatar tại Bakhchisaray (Krym). Trong một bức thư gửi Anton Delvig, A.S.Pushkin đã mô tả lại ấn tượng của mình về chuyến đi như sau:
В Бахчисарай приехал я больной. Я прежде слыхал о странном памятнике влюбленного хана. К ** поэтически описывала мне его, называя la fontaine des larmes. Вошед во дворец, увидел я испорченный фонтан; из заржавой железной трубки по каплям падала вода. Я обошел дворец с большой досадою на небрежение, в котором он истлевает, и на полуевропейские переделки некоторых комнат. NN почти насильно повел меня по ветхой лестнице в развалины гарема и на ханское кладбище.
Ý tưởng về tác phẩm truyện thơ này ra đời vào mùa xuân năm 1821. Nhưng phần chính được viết vào năm 1822 và sang năm 1823 thì hoàn thành. Vào mùa thu năm 1823, truyện thơ được được chuẩn bị cho in ấn. Ấn bản đầu tiên của tác phẩm được phát hành rộng rãi vào ngày 10 tháng 3 năm 1824.

## Nội dung
Từ cuộc đột kích vào Ba Lan, Crimean Khan Giray mang đến hậu cung một người vợ lẽ mới - Maria.  Điều này gây ra sự ghen tị với Zarema xinh đẹp, người mà tình yêu dành cho khan quan trọng hơn bất cứ thứ gì trên đời.  Zarema kể điều này với Maria, người chỉ mơ ước được giải thoát và tìm thấy nó trong cái chết.  Sau khi phát hiện ra cái chết của Maria, Giray cũng ra lệnh xử tử Zarema.  Để tưởng nhớ tình yêu đã mất của mình, anh ra lệnh xây dựng một đài phun nước trong đó nước chảy từng giọt - Đài phun nước mắt.

## Chuyển thể
- 1909 - 1910: Đài phun nước Bakhchisaray (phim do Yakov Protazanov đạo diễn)
- 1934: Đài phun nước Bakhchisaray (vở ballet do Boris Vladimirovich Asafyev dàn dựng)
- 1934: Đài phun nước Bakhchisaray (vở opera do Aleksandr Ilyinsky dàn dựng)